# نيكولا ساتورو
نيكولا ساتورو (بالإيطالية: Nicola Sartori)‏ هو مجدف إيطالي، ولد في 17 يوليو 1976 في كريمونا في إيطاليا.

## وصلات خارجية
- نيكولا ساتورو على موقع الاتحاد الدولي للتجديف (الإنجليزية)
- نيكولا ساتورو على موقع اللجنة الأولمبية الدولية (الإنجليزية)
- نيكولا ساتورو على موقع أوليمبيديا (الإنجليزية)
- نيكولا ساتورو على موقع اللجنة الأولمبية الإيطالية (الإيطالية)